# 청진청년역
청진청년역(淸津靑年驛)은 조선민주주의인민공화국 함경북도 청진시에 위치한 평라선의 철도역이다.
개업 당시에는 소재지인 청진시의 이름을 따 청진역으로 역명을 결정하였으나, 이후에 청진청년역으로 변경되었다.
인근에 청진항이 위치해 있어 주요 공업지구들로 수송되는 중계 화물 물동량이 많으며, 화차와 각종 철도장비 부속품을 생산하는 청진철도공장과도 인접해 있다.